# Vallée du Brevon
 (février 2017).
Si vous disposez d'ouvrages ou d'articles de référence ou si vous connaissez des sites web de qualité traitant du thème abordé ici, merci de compléter l'article en donnant les références utiles à sa vérifiabilité et en les liant à la section « Notes et références ».
La vallée du Brevon est une petite vallée alpine située dans le Haut-Chablais, dans le département de la Haute-Savoie.

## Toponymie
Le nom de la vallée provient du nom du torrent, « Le Brevon ». Cet hydronyme dérive du nom celtique Bebrona, qui signifie le « ruisseau des castors ». Il est constitué des mots Bièvre, « castor », et du suffixe onna, qui désigne le « cours d'eau ».

## Géographie
La vallée correspond administrativement à l'ancien canton de Thonon-les-Bains-Est, comportant les communes de Bellevaux, de Lullin, de Reyvroz, de Vailly et de La Vernaz. La vallée est empruntée par le Brevon, qui traverse ces cinq communes.

## Économie
Le tourisme s'est développé en lien avec l'architecture des villages, les montagnes des Alpes du Léman, des stations de ski alpin et nordique (Hirmentaz, La Chèvrerie, stade de neige du col du Feu, Les Mouilles), des musées de Bellevaux, des activités de plein air (randonnées pédestres, équestres, cyclistes, VTT,  accroparc, via ferrata, pêche, chasse), du lac de Vallon, des produits du terroir (fromages, yaourts, fromage frais, escargots, miels), etc.